# Ёлётен
Ёлётен (туркм. Ýolöten) — город, административный центр Ёлётенского этрапа Марыйского велаята Туркменистана. Известен благодаря находящемуся к югу от города одним из крупнейших в мире газовых месторождений.

## География
Город расположен в дельте реки Мургаб в Иолотанском оазисе (Иолотань), в 55 км к юго-востоку от административного центра велаята — города Мары. Железнодорожная станция на линии Мары — Серхетабат.

## Население
Население Ёлётена — 37 711 человек (2009 год).
| Год       | 1971   | 1990   | 2009   | 2022   |
| Население | 13 800 | 19 400 | 37 700 | 30 709 |

## Экономика
В городе располагаются хлопкоочистительный завод, Гиндукушская ГЭС, научно-исследовательский институт селекции и семеноводства тонковолокнистого хлопчатника. К югу от города находится газовое месторождение Галкыныш, имеющее статус «супергигантского».
С экономической точки зрения это важный город в нефтегазовой промышленности с такими месторождениями, как Галкыныш. Исследование, проведенное британской фирмой Gaffney, Cline & Associates, показало, что газовое месторождение Южный Ёлётен, расположенное к югу от города, входит в пятерку крупнейших в мире с возможными запасами газа от 4 до 14 триллионов кубометров.
Сырая нефть, добываемая на Ёлётене и транспортируется на Сейдинский нефтеперерабатывающий завод, также способствует экономике города. В первом полугодии 2006 года на Сейдинском нефтеперерабатывающем заводе было произведено 446 тысяч тонн нефтепродуктов.
Соседний Иран является крупным импортёром туркменского газа, добываемого в районе Ёлётен. Около 10 миллиардов кубометров газа будет экспортироваться в Иран в год с газового месторождения Ёлётен в будущем благодаря соглашению 2009 года между правительствами Ирана и Туркменистана. В подписании этого документа приняли участие Голам Хоссейн Нозари, министр нефти Ирана и туркменский заместитель премьер-министра Течберди Тагыев.
В районе Ёлётен также выращивается хлопок и разводится крупный рогатый скот. Существует также научно-исследовательский институт селекции растений и производства семян тонкого хлопка.